# Stryama Peak
Der Stryama Peak (englisch; bulgarisch връх Стряма wrach Strjama) ist ein 1700 m hoher und vereister Berg im Norden der westantarktischen Alexander-I.-Insel. Er ragt 6,14 km südwestlich des Mount Sanderson, 5,67 km westnordwestlich des Mount Cupola, 17,9 km nordnordöstlich des Serpent-Nunataks, 18,52 km nordöstlich der Mitte der Landers Peaks und 18,15 km ostsüdöstlich des Breze Peak auf der Westseite der Rouen Mountains auf. Der Rosselin-Gletscher liegt nordnordwestlich von ihm.
Britische Wissenschaftler kartierten ihn 1971. Die bulgarischen Geologen Christo Pimpirew und Borislaw Kamenow besuchten die Ausläufer des Bergs am 10. Januar 1988 gemeinsam mit Philip Nell und Peter Marquis vom British Antarctic Survey. Die bulgarische Kommission für Antarktische Geographische Namen benannte ihn 2017 nach der Ortschaft Strjama im Süden Bulgariens.